# Meyriez
Meyriez (tyska: Merlach) är en ort och kommun i distriktet Lac i kantonen Fribourg i Schweiz. Kommunen hade 564 invånare (2023).
Meyriez ligger vid Murtensjön och är sammanvuxet med orten Murten. Av historiska skäl är det officiella namnet det franska namnet, Meyriez. Detta trots att andelen tyskspråkiga är 86 %.